# Patrianovismo
A Ação Imperial Patrianovista Brasileira ou simplesmente Patrianovismo foi uma organização monarquista que esteve presente em vários estados brasileiros e que expressou as ideias nacionalistas do final da década de 1920 e início da década de 1930. Idealizada por Arlindo Veiga dos Santos, visava instaurar uma nova monarquia no Brasil, baseada numa filosofia política tradicionalista.
O patrianovismo propunha a instalação de um "Império Orgânico", pautado na monarquia tradicional, que é por sua vez caracterizada como um regime apoiado no monarca, na Igreja Católica e nas corporações de ofício. Seu programa coloca em primeiro plano o credo católico, defendendo a obrigatoriedade da religião "nas escolas públicas, nos quartéis, institutos hospitalares e correcionais etc". O Estado deve ser organizado sob bases municipalistas e corporativistas sindicalistas. Em matéria de política internacional, defendiam uma política internacional "nacionalista, altiva e cristã".
A AIPB mantinha em seus quadros formação miliciana, porém desarmada, voltada a combater o comunismo. Tal como a saudação integralista "Anauê", os patrianovistas possuíam também uma saudação própria, constituída no leve erguimento do braço direito, com os dedos polegar, médio e indicador levantados. Este gesto era acompanhado da saudação oral "Glória!", uma contração de "Glória à Santíssima Trindade!". Todavia, a AIPB não possuía as características de um movimento de massas, sendo um movimento de cunho vanguardista.

## Etimologia

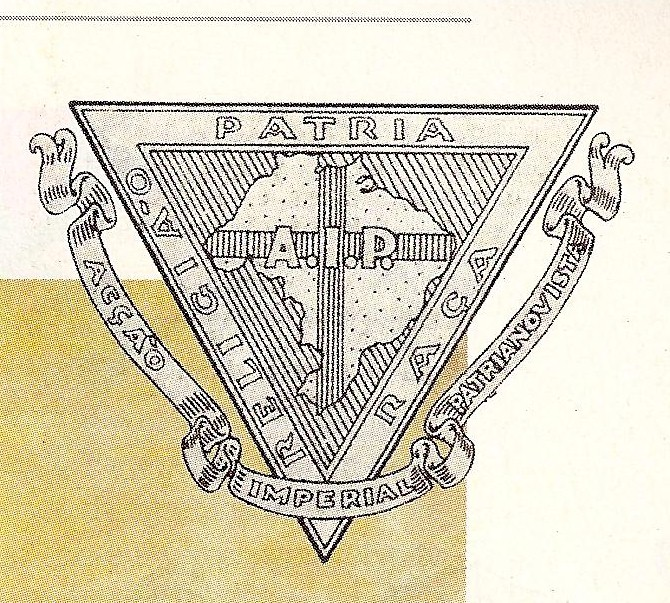
Selo da Ação Imperial Patrianovista Brasileira

O termo Pátria-Nova originou-se do integralismo português, que buscou criar um "Novo Portugal" recuperando as muitas instituições medievais e adaptando-as à era moderna. Essa ideologia apoiou o estabelecimento de uma monarquia orgânica, tradicionalista e anti-parlamentar baseada em ideais católicos, nacionalistas e antiliberais. Assim, no Brasil, o Pátria-Nova tornou-se sinônimo de busca de uma nova pátria com sua base na tradição.

## História

### Primeira Fase (1928-1937)

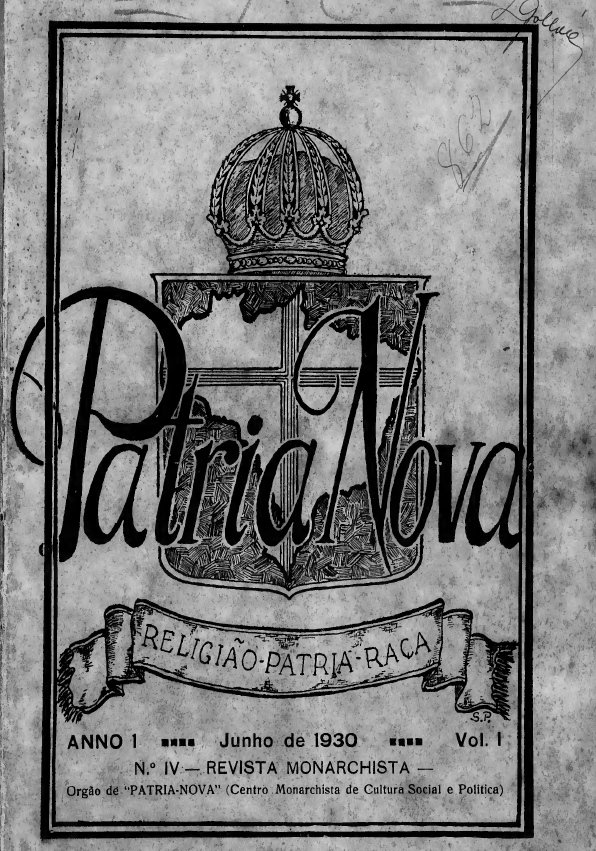
Capa da revista Pátria-Nova

Em 1928, um grupo de jovens católicos, pertencentes em grande maioria a Congregação Mariana da Imaculada Conceição de Santa Ifigência, liderados pelos ativistas negros Arlindo Veiga dos Santos e seu irmão Isaltino Veiga dos Santos, fundou o Centro Monarquista de Cultura Social e Política Pátria Nova, que buscava estudar os problemas nacionais, unindo as ideias corporativistas ao monarquismo antiliberal, também em moda na época. Em 1932 a Pátria-Nova torna-se então na Ação Imperial Patrianovista Brasileira. Nesse momento, o grupo já havia delimitado suas políticas: promover a instauração do Império Orgânico Brasileiro, com a ênfase de não tomar o mesmo caminho que o Segundo Reinado, liberal do ponto de vista patrianovista, tomou. Já no final de 1935, havia mais de 200 centros de propagação ideológica pelos estados.

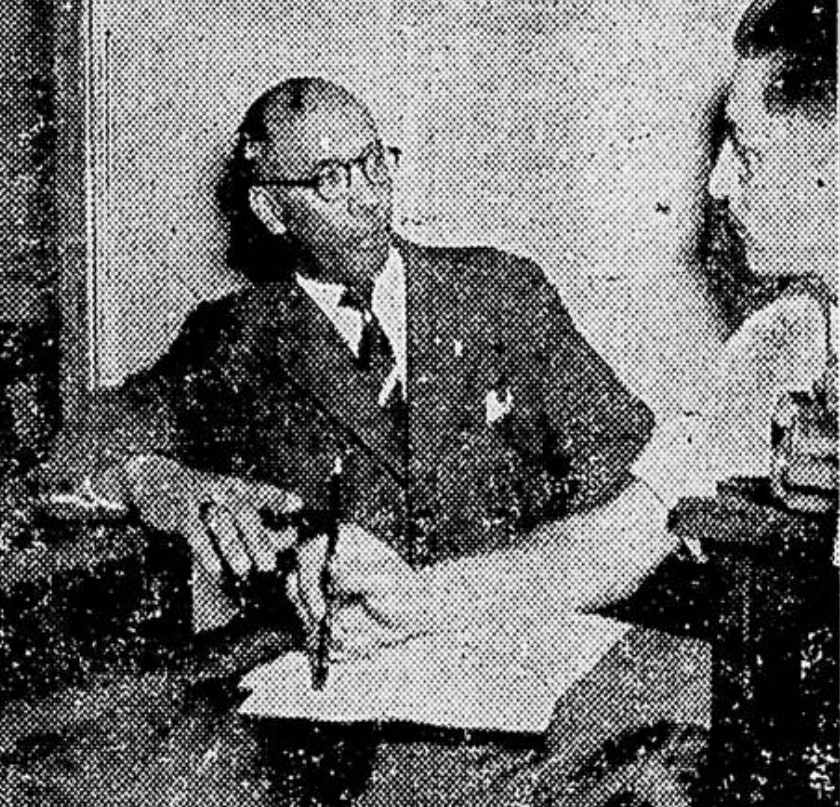
Arlindo Veiga dos Santos em 1949, sendo entrevistado sobre o Patrianovismo

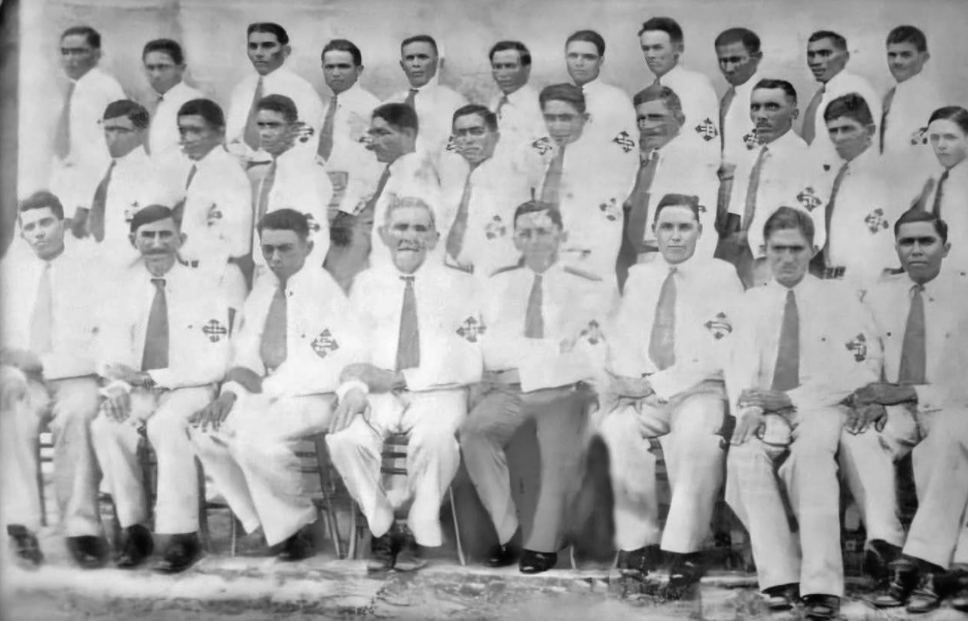
Patrianovistas da década de 30

Muitos patrianovistas ingressaram na Secretaria de Estudos Políticos (SEP), que viria a dar origem à Ação Integralista Brasileira (AIB), dentre eles, o próprio fundador da AIPB, Arlindo Veiga dos Santos. Tais patrianovistas acompanharam a fase inicial da AIB, rompendo com esta na ocasião em que foi definido o caráter republicano do Estado Integral pelo secretário de doutrina integralista, Miguel Reale. Outro ponto a distanciar os dois movimentos foi a rejeição da Ação Integralista em aderir ao modelo de Estado confessional. Por causa desse cisma, Plínio Salgado, que mandava cartas para Veiga com o intuito de converte-lo ao integralismo, sentiu-se tentado de atribuir a culpa para quaisquer fracassos da AIB em Arlindo, mas que não se provou necessário, visto que a AIB foi mais proeminente no cenário nacional.
No ano de 1934, Veiga renunciou à sua posição de presidente da AIPB, por motivos particulares. A real razão pela qual ele tomou essa decisão não é certa, mas alguns historiadores teorizam que membros do alto escalão patrianovista tinham atitudes racista com o presidente, enquanto outros apontam a indisciplina e o desrespeito à autoridade dos patrianovistas como real motivo. Em 1936, Arlindo voltou à presidência.
O Patrianovismo teve vida longa, expandindo-se para mais de 15 estados, sendo a Região Sul do Brasil onde teve mais expressão, competindo com a Ação Integralista Brasileira. Expandindo-se de maneira irregular pela nação, devido a problemas comunicativos, fundos monetários escassos, líderes personalistas e propagandas errôneas, a organização perdeu um pouco de sua voz no ano de 1936. No ano seguinte, Getúlio Vargas, Presidente do Brasil, declara o Estado Novo, que proíbe organizações políticas, como a Pátria-Nova.

### Segunda Fase (1945-1972)
Os patrianovistas ressurgiram em 1945, após o primeiro governo de Vargas, mas o grupo estava quase completamente vazio. Quando partidos políticos se tornaram legais novamente, a Polícia Política começou a perseguir Arlindo Veiga por sua ligação ao Integralismo da AIB. Ele, por sua vez, nunca conseguiu reproduzir a mobilização da primeira fase da Pátria-Nova. A organização foi formalmente reativada em 1955. A partir daí, o movimento gradualmente perde suas forças, especialmente pela ditadura militar brasileira, apoiada entretanto por alguns patrianovistas. Em 1978, Arlindo Veiga morre por complicações de saúde, no meio da exclusão política em que se encontrou.

### Pós-República Nova
Atualmente, os grupos "Ação Orleanista", "União Nacional Restauradora" e "Legião Anchieta" e outros reivindicam ser os sucessores do pensamento Patrianovista no século 21.

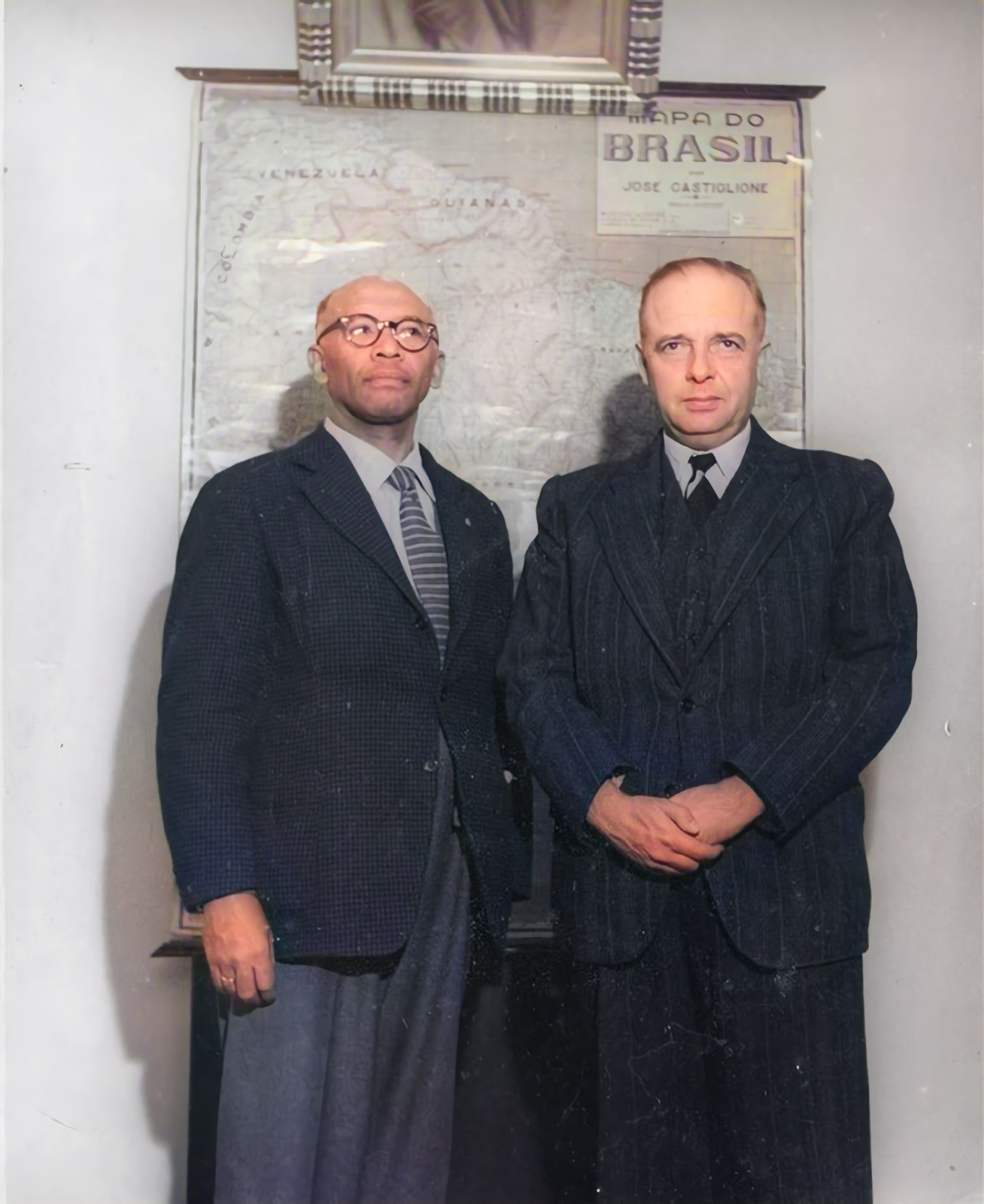
Arlindo com Pedro Henrique, chefe da Casa imperial brasileira nos anos 50.

## Ideologia
O patrianovismo está enraizado no catolicismo, nos ensinamentos políticos de São Tomás de Aquino, no nacionalismo e na rejeição do liberalismo e da constituição. Critica, portanto, não apenas o processo de independência brasileira, na perspectiva de que o país havia alcançado a independência em 1815 – quando o Brasil foi elevado ao status de reino constituinte do Reino Unido de Portugal, Brasil e Algarves – mas também aqueles que buscavam restaurar o império com a Constituição Brasileira de 1824. Eles argumentaram que havia mais liberdades de autodescrição para os municípios do que após a "separação".
Para os patrianovistas, quando um monarca assina uma constituição, não importando as circunstâncias, eles próprios se tornam sujeitos àqueles que já foram seus vassalos. A AIPB argumentou que a noção de que o rei absoluto é um déspota é falsa e que o liberalismo é o verdadeiro governo despótico, uma vez que o despotismo é quando aquele ou os muitos no poder não reconhecem nenhum outro princípio, exceto sua própria vontade.

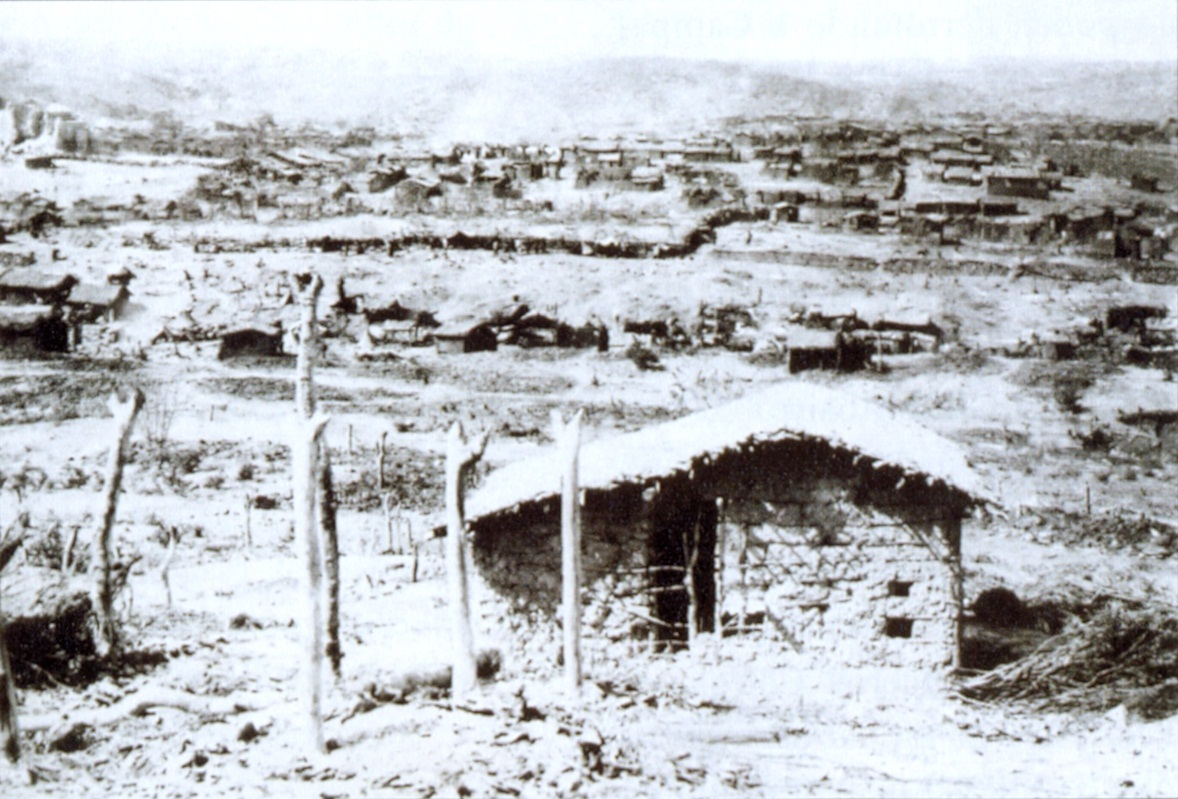
Canudos, um vilarejo antirrepublicano criado em 1896. A vila foi organizada seguindo princípios que se assemelham ao municipalismo.

### Oito pontos
Os oito pontos feitos no jornal do partido Pátria Nova em 1929 foram os seguintes:
1. Credo – O catolicismo romano deve ser obrigatório em todas as instituições;
2. Monarquia – Um monarca responsável deve ser capaz de governar e governar livremente. A monarquia é a base para o municipalismo sindicalista;
3. Pátria e raça brasileira – Afirmação do povo brasileiro em todas as posições: religiosa, física e economicamente;
4. Novo método de divisão administrativa – O Brasil deve ser dividido em províncias e regiões menores, apenas por razões administrativas, para prevenir o regionalismo e o separatismo consecutivo;
5. Organização sindicalista – Produções espirituais e econômicas devem ser organizadas em sindicatos.
6. Capital imperial no centro/coração do Império;
7. Relações exteriores baseadas no cristianismo;
8. Relação de acordo especial com a Ibero-América.

### Manifesto
Somos pátria-nova, extrema direita radical e violenta, afirmadores de Deus e sua Igreja, afirmadores da Nação Imperial, Católica, inimigos irreconciliáveis e intolerantes do burguesismo, plutocratismo e materialista, ateu, zombando, explorador, internacionalista, judaísmo e maçom do capitalismo; inimigos da república, dos partidos, do parlamentarismo, em suma, do liberalismo religioso, político e econômico; ou seja, também tanto inimigos da anarquia bolchevique que, com erros igualmente grandes, pretendem, em vão, "corrigir" a tirania da burguesia liberal, como inimigos da ordem social mentirosa, instalada praticamente em todo o mundo.  

### Corporativismo
O movimento era adepto do corporativismo como a forma ideal de organização política, social e econômica. A razão central para o apoio ao corporativismo foi o descrédito com a república liberal e secular, alimentada pelo colapso econômico que o mundo sofreu em 1929 e pela religiosidade dos patrianovistas. Paim Vieira alegou que o corporativismo é simplesmente "o instrumento do espírito cristão" e que não pode funcionar sem religião. Para os patrianovistas afro-brasileiros, como o líder do partido, o corporativismo foi a saída da exclusão social.

### Anti-democracia
Rejeitou a participação das massas e partidos políticos, assim como a AIB, seguindo estás ideias sobre essa questão:
1. O poder é exclusivo do monarca;
2. As próprias massas eram a favor de uma forma de governo liderada por uma figura poderosa (como um rei ou um general) em vez de políticos que eram apáticos ao seu bem-estar;[30][31]
3. Diferentes partidos políticos levariam à polarização e à separação da população;[32]
4. Transformam bens públicos em propriedade privada;[32]
5. Atuam contra a cooperação dos municípios;[32]
6. As várias facções políticas trabalharam contra a unidade nacional.[26]

O patrianovismo também acusou os vários partidos políticos de serem o mesmo conglomerado, mas apenas com um nome diferente para se disfarçarem. Eles os acusaram de modos predatórios e de tentarem tomar as rédeas, com a intenção de atacar a ordem tradicional, buscando o benefício de se tornarem organizações sem responsabilização à nação. Reforçando sua visão anti-partidarismo, os patrianovistas expressaram desinteresse nos resultados das eleições presidenciais no Brasil, e descontentamento nas leis de votação compulsórias.

### Anti-republicanismo
Para os patrianovistas, a república democrática com partidos vai na direção oposta do municipalismo. Eles também expressaram que esta forma de governo, assim como a "ação anti-luso da década de 1820", é um esquema político importado pelos bárbaros, "uma ideia de brasileiros, mas nunca uma ideia brasileira", prejudicando o que viam como instituições tradicionais e sagradas de um Brasil genuíno. Para eles, a república é o eterno recomeço em que o governo republicano sempre tem um retrocesso, nunca aprendendo a crescer. Enquanto isso, no governo monárquico, existiria um crescimento linear para a prosperidade. A forma republicana de governo também seria o ninho para caudilhos, ditadores e tiranos, enquanto a forma monárquica de governo seria a mais adequada para preservar a ordem e a liberdade. Arlindo caracterizou a república como uma forma de governo opressiva, burocrática, incompetente, imoral e desmoralizada, alegando que enquanto o Brasil estivesse sob tal regime, seria um país ocupado e explorado.

### Tradicionalismo
O patrianovismo considera que toda política verdadeira está centrada no tradicionalismo, base para o progresso genuíno, responsável pela continuidade da identidade do país. Uma linha de pensamento recorrente no patrianovismo é a nostalgia do passado, não para o Império, mas para o Brasil pré-independência, onde – eles acreditavam – todas as grandes coisas como honra, dignidade, grandeza etc. foram deixadas. A posição que a Igreja ocupava no passado também era atraente para os patrianovistas. O período de 1822 a 1889 foi considerado pelos patrianovistas um dos "erros acidentais", como a forma de governo do império. Alegaram que o reinado de Pedro II não se aproveitou das raízes católicas e monárquicas da identidade brasileira. No entanto, no presente, ou seja, o tempo após o golpe militar republicano de 1889, o país foi deixado moral e economicamente em ruínas, com o declínio da identidade nacional. A solução para todos os problemas do presente seria então supostamente resolvida pelo passado.

### Rejeição ao capitalismo
Em muitos discursos, recaiu sobre os judeus a culpa pela vida árdua dos negros brasileiros, sendo descritos como exploradores capitalistas sempre associados à burguesia internacional, finanças, usura e à personificação de interesses "alienígenas". Os maçons eram frequentemente colocados ao lado dos semitas, evocando a teoria da conspiração judaico-maçônica.

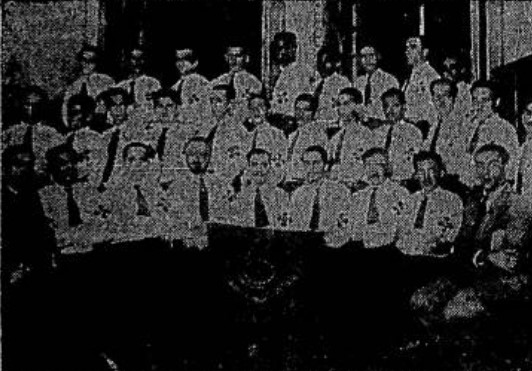
Grupo de milicianos patrianovistas posando para a imprensa depois da inauguração do Centro Princesa Maria Pia

## Guarda Imperial Patrianovista
Os pátrias-novas também contavam com uma milícia desarmada denominada Guarda Imperial Patrianovista. Que foram apelidados como camisas brancas, por usarem esta roupa. Tinha como características ser composta de homens de 18 a 40 anos, a saudação "Sentido", além do já citado "Glória", sendo está primeira usada nos seus panfletos de convocações de membros:
 Sentido, patrianovistas de todo o Império! Alistai-vos todos, vós mocidade do Resgate, alistai-vos todos na Guarda Imperial Patrianovista para impedirdes, junto às outras forças da Ordem, a restauração das instituições democrático-liberais, e para não vingarem as tramas secretas dos anticristãos que, verificando a impossibilidade de conter a marcha irrepressível da Mocidade Imperial, quererão fazer a "sua" revolução monárquica, num sentido negativo e liberal que Pátria-Nova não pode, de maneira alguma, admitir.  

## Relações com outros movimentos

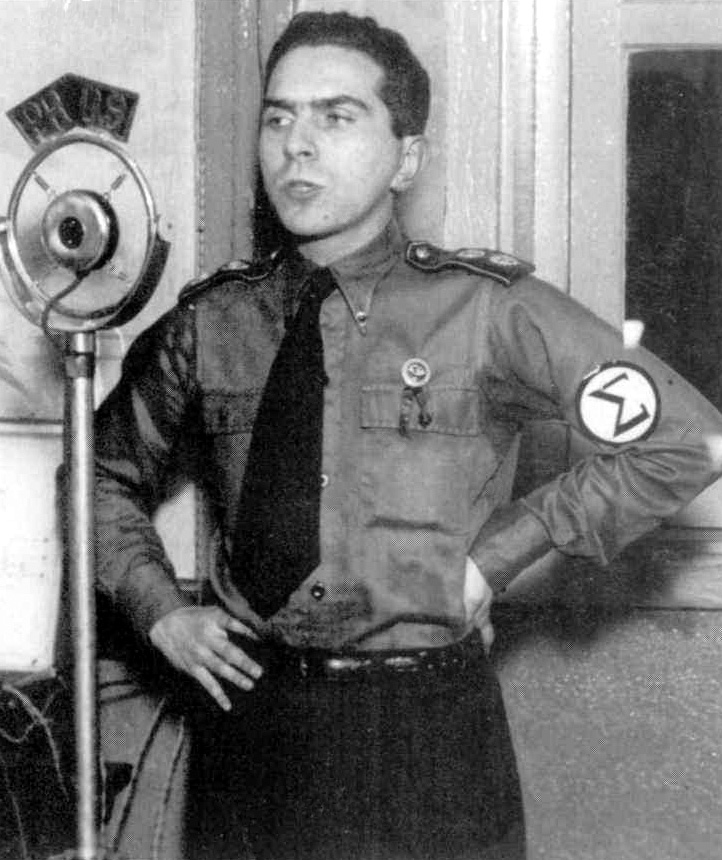
Miguel Reale

### Ação Integralista Brasileira
Havia muitas semelhanças entre a AIPB e a Ação Integralista Brasileira, já que o discurso político patrianovista apontou o Integralismo Brasileiro como complementar ao Patrianovismo. Plínio Salgado, a figura integralista mais importante do Brasil, costumava trocar cartas com Veiga, tentando fazer com que esse apoiasse o Integralismo.

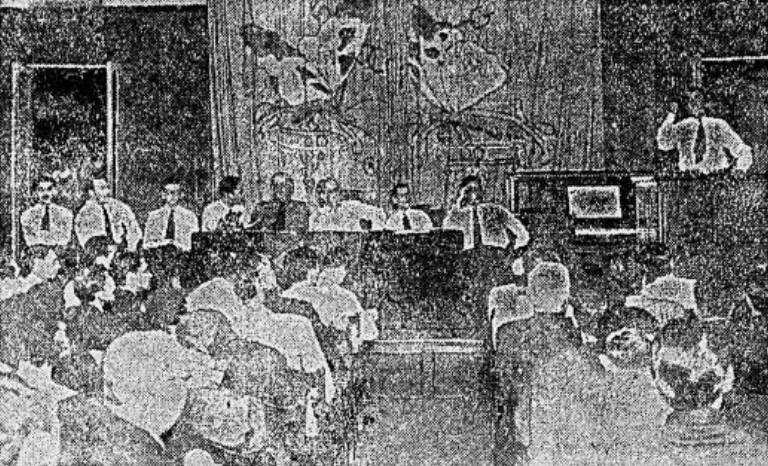
Solenidade Patrianovista com a presença de Gustavo Barroso à mesa

Em 1932, Arlindo Veiga dos Santos, presidente do partido, cofundou a Sociedade de Estudos Políticos, ao lado de Plínio. Um punhado de patrianovistas se juntaram à organização, que acabaria se tornando a Ação Integralista Brasileira (AIB). Os patrianovistas deixaram o grupo no segundo semestre do ano, depois que o artigo A posição do Integralismo de Miguel Reale afirmou que o melhor modelo de governo seria uma "República Social".
Nos primeiros períodos da AIB, Plínio foi tentado a culpar os patrianovistas por qualquer eventual problema que a Ação Integralista encontrasse, por não se juntarem a eles. No entanto, quando a AIB se tornou um movimento das massas, o que nunca foi possível para a AIPB, ele desistiu. Com essa virada de mesa, vários patrianovistas decidiram deixar as fileiras da AIPB para se juntarem a seus primos ideológicos que conseguiram ter maior potencial.
Um dos líderes do movimento patrianovista, Sebastião Pagano, proclamou ao jornal Diário de Notícias que a razão por trás dos sucessos do movimento integralista se deve ao esforço do patrianovismo desde 1928.
Embora ambos os grupos fossem separados, a relação entre eles era amigável. Os monarquistas não tiveram problemas em unir-se aos integralistas, considerando o integralismo brasileiro como um complemento ao monarquismo orgânico. Os líderes do movimento integralista Plínio Salgado e Gustavo Barroso tinham sentimentos monarquistas, e, segundo Barroso, "o patrianovismo é monarquista porque é integralista".
Em 1933 a AIPB apoiou a AIB na disputa das eleições constituintes.

### Frente Negra Brasileira
Ambas as organizações foram fundadas por Arlindo Veiga dos Santos, que era ele próprio um brasileiro negro. Criada em 1931, a Frente Negra Brasileira materializou a luta pela "União Social e Política do Povo Negro Nacional". Veiga queria angariar apoio à causa monarquista nas massas negras, transformando a FNB em outro centro para ideais patrianovistas, tentando fundir a política negra com o patrianovismo. 
Mas mesmo com esse esforço, Francisco Lucrécio, ex-diretor da FNB, observou que, embora a comunidade negra entendesse os ideais do nacionalismo, eles nunca conseguiram compreender o patrianovismo.

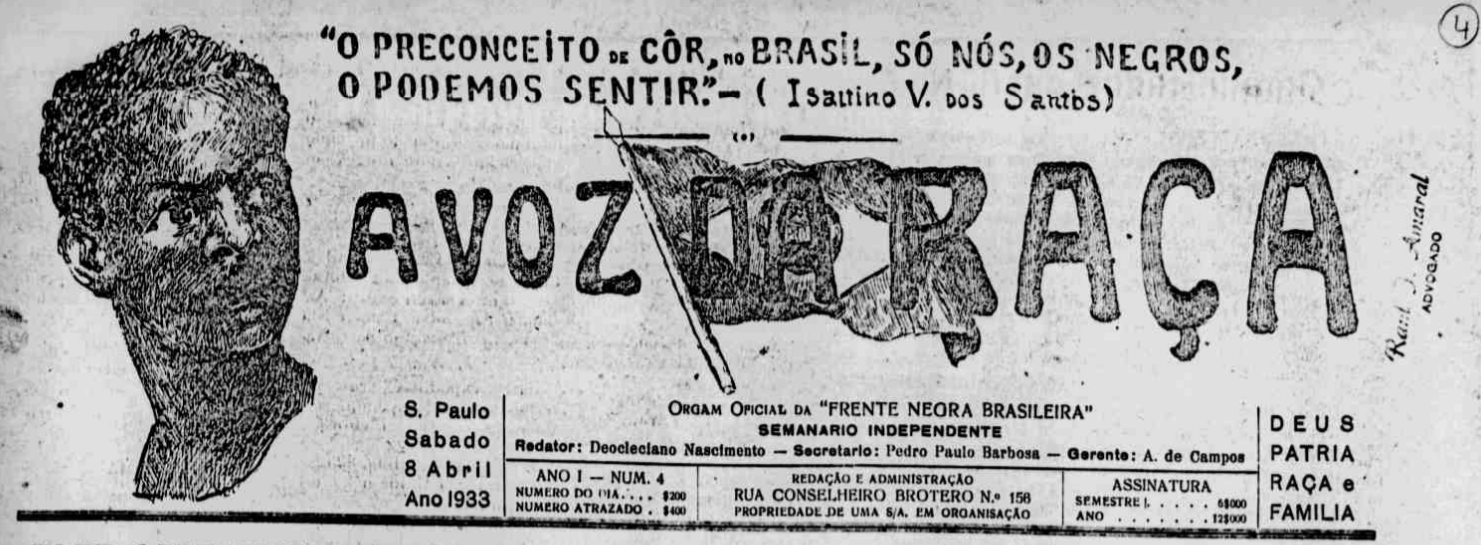
O jornal oficial da FNB. Acima está uma citação do irmão de Arlindo: "Só nós, os negros, podemos sentir o preconceito racial no Brasil".

Embora Arlindo tenha tido esse revés, é perceptível que os dois grupos tinham muito em comum. Ambas as organizações apoiaram:
- Nacionalismo exacerbado;
- Defesa das tradições brasileiras;
- Rejeição extrema do comunismo;
- Ataques contra a democracia e o liberalismo.

A cooperação entre os grupos foi ainda maior. Isaltino Veiga dos Santos, irmão de Arlindo, e Salatiel Campos, ambos patrianovistas, atuaram em diversas atividades da FNB. Também é notável que ambas as organizações costumavam compartilhar o mesmo prédio para reuniões. Ambos usavam grupos paramilitares, com o destaque de um segmento da milícia FNB ser de praticantes negros de capoeira, semelhantes à Guarda Negra, que lutou contra os republicanos após a abolição da escravidão no Império Brasileiro.

### Integralismo Lusitano

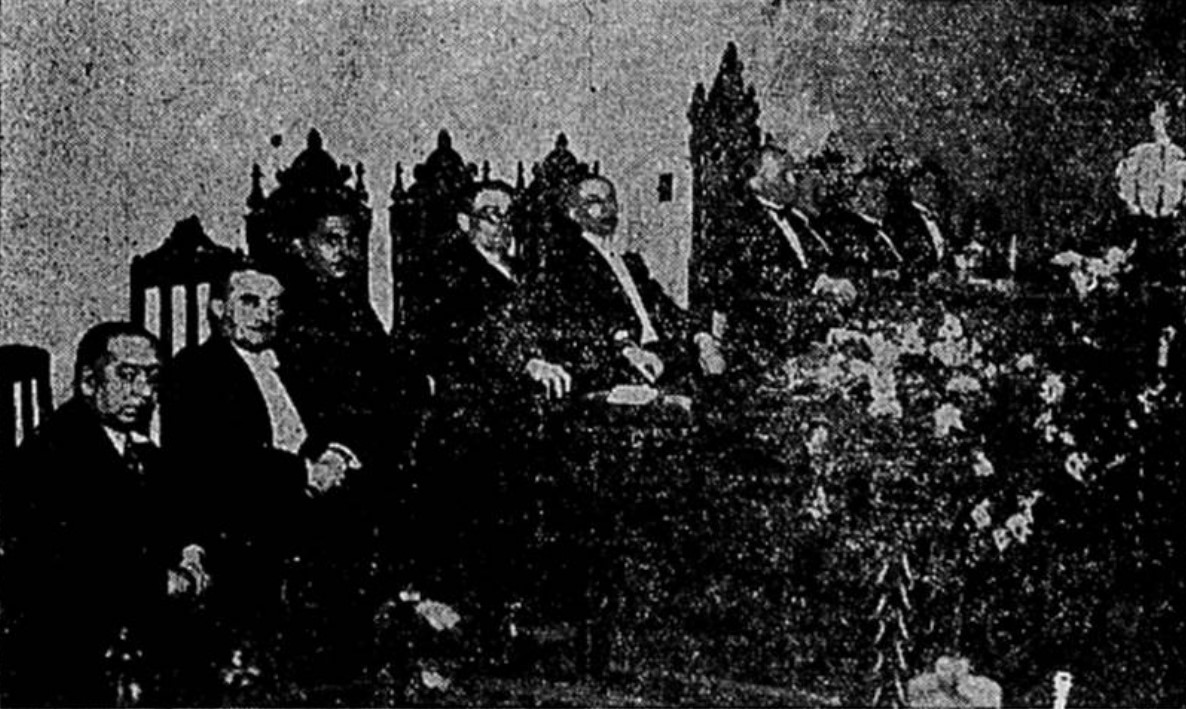
Comemoração da Restauração Portuguesa contra a União Ibérica pelo Centro Tracionalista Casa de Portugal com presença de chefes patrianovistas, mostrando o apreço patrianovista à monarquia lusa

Para ambos os grupos, integralismo lusitano é patrianovismo, e Patrianovismo é Integralismo Lusitano. A diferença é que o integralismo é o patrianovisismo português, e o patrianovismo é integralismo em sua querida "Irmã-Nação". Tal argumento é feito porque ambos:
- São cristãos integrais;
- Tem o mesmo passado luso-brasileiro;
- Apoiam a organização governamental política, social e econômica do corporativismo;
- Apoiam uma Monarquia Orgânica;
- Acreditam que as monarquias constitucionais e as Repúblicas Liberais trarão os mesmos problemas.

O primeiro contato entre os dois movimentos aconteceu em 1930, quando, na Política, os portugueses ofereceram sua simpatia pelo Pátria-Nova e os classificaram como um movimento interessante. No mesmo ano, o Conselho Escolar de Integralismo Lusitano publicou artigo escrito por Couto Magalhães, publicado pela primeira vez no Pátria-Nova. Ambos os grupos continuaram a entrar em contato um com o outro.

### Centro Dom Vital
Segundo George Wink, a AIPB era indissistível do Centro Dom Vital, associação católica, da qual Arlindo Veiga era o tesoureiro, e o líder do CDV, Alceu Amoroso Lima, era um importante colaborador do jornal Pátria-Nova. O Centro Dom Vital compartilhava o catolicismo político do Patrianovismo.

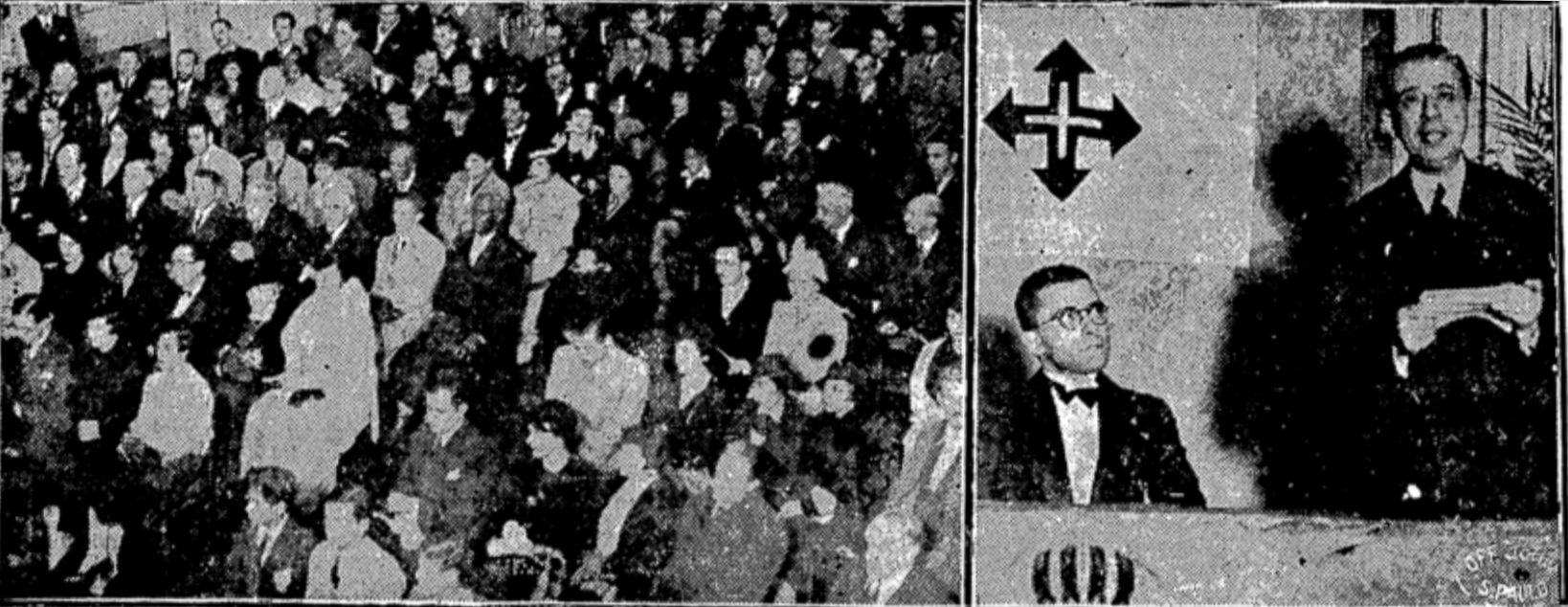
Reunião Patrianovista para comemorar o 25º aniversário Natalício de Dom Pedro Henrique

### Legitimidade Imperial
O movimento foi mais tarde apoiado pelo então pretendente ao trono brasileiro, o Príncipe Pedro Henrique, de Orléans e Bragança, que escreveu cartas já em 1933 ao partido, parabenizando-os por seus esforços em estabelecer uma monarquia orgânica. Em 1945, quando os descendentes do imperador Pedro II do Brasil retornaram ao Brasil, as duas entidades ficaram mais próximas do que nunca, sinalizando a aprovação ao movimento pela família Órleans e Bragança.